# Editor de fuentes
Un editor de fuentes es una clase de software de aplicación específicamente diseñado para crear o modificar archivos de fuente. Los editores de fuente pueden diferir dependiendo de si están diseñados para editar fuentes bitmap o fuentes vectoriales. La mayoría de editores de fuente modernos utilizan las fuentes vectoriales. Las fuentes bitmap utilizan una tecnología más vieja y se utilizan generalmente en aplicaciones de consola. Los editores de fuentes bitmap eran normalmente muy especializados, ya que cada plataforma informática tenía su formato de fuente propio. Una subcategoría de fuentes bitmap es fuentes de modo texto.

## Lista de editores de fuentes
Los siguientes editores utilizan gráficos vectoriales para crear archivos de fuentes en formatos comunes.

### Software libre
- BirdFont
- FontForge
- Glyphr Estudio
- Metapolator
- TruFont
- SSFN Editor
- Stylish Font

### Software propietario
- Crossfont (Mac)

- DTL FontMaster (Mac, Windows, Linux)
- FontLab (Mac, Windows)
- Fontographer (Mac, Windows)
- Fontself Fabricante (extensión para Adobe Ilustrador y Adobe Photoshop en Mac y Windows)[1]
- FontArk (Servicio web)
- FontCreator De High-Logic (Windows)
- Glyphs (Mac)
- Ikarus
- RoboFont (Mac)
- [Scanahand De] High-Logic (Windows)
- [TypeTool] (Mac, Windows)
- Tipo 3.2  (Mac, Windows)
- Luz de tipo (Mac, Windows)
- Manutius 2.0 (Editor alemán para fuentes "Type 1" para Windows)[2]
- Noah (Editor inglés para fuentes "Postscript Type1)" para Windows)[3]